# Wild Thing
Wild Thing – piosenka z 1965 roku, pierwotnie nagrana przez amerykański zespół The Wild Ones, którą rok później spopularyzowała brytyjska grupa The Troggs.

## Ogólne informacje
Piosenkę napisał amerykański muzyk Chip Taylor, a pierwotnie nagrała ją amerykańska grupa The Wild Ones w 1965 roku. Rok później własną wersję przedstawił brytyjski zespół The Troggs i znalazła się ona na ich debiutanckim albumie From Nowhere – The Troggs. Okazała się dużym sukcesem – dotarła do 1. miejsca amerykańskiej listy Billboard Hot 100 i 2. na brytyjskiej liście przebojów. W 2004 roku utwór został umieszczony na 257. miejscu zestawienia „500 utworów wszech czasów” według redakcji magazynu Rolling Stone.
Francuska piosenkarka Amanda Lear nagrała własną wersję „Wild Thing” na swój album Secret Passion w 1986 roku, utrzymując go w stylistyce synth popowej.

## Pozycje na listach
| Lista             | Pozycja |
| ----------------- | ------- |
| Austria           | 5       |
| Holandia          | 5       |
| Niemcy            | 7       |
| Stany Zjednoczone | 1       |
| Wielka Brytania   | 2       |